# Roberto Nani
Roberto Nani (Sondalo, 14 december 1988) is een Italiaans alpineskiër.

## Carrière
Nani maakte zijn wereldbekerdebuut in maart 2011 tijdens de slalom in Kranjska Gora. Hij stond nog nooit op het podium van een wereldbekerwedstrijd. 
In 2014 nam Nani een eerste keer deel aan de Olympische winterspelen, waar hij de finish niet haalde in de 2e run van de reuzenslalom. 

## Resultaten

### Wereldkampioenschappen
| Jaar | Plaats            | Resultaten       |
| ---- | ----------------- | ---------------- |
| 2013 | Schladming        | 23e Reuzenslalom |
| 2015 | Vail/Beaver Creek | 6e Reuzenslalom  |

### Olympische Spelen
| Jaar | Plaats | Resultaten        |
| ---- | ------ | ----------------- |
| 2014 | Sotsji | DNF2 Reuzenslalom |

### Wereldbeker
Eindklasseringen
| Seizoen   | Algm | SL  | RS  |
| --------- | ---- | --- | --- |
| 2011/2012 | 123e | 46e | -   |
| 2012/2013 | 61e  | 30e | 27e |
| 2013/2014 | 37e  | -   | 8e  |
| 2014/2015 | 39e  | -   | 10e |
| 2015/2016 | 53e  | -   | 11e |
| 2016/2017 | 99e  | -   | 33e |
| 2017/2018 | 76e  | -   | 24e |